# Perpezac-le-Noir
Perpezac-le-Noir é uma comuna francesa na região administrativa da Nova Aquitânia, no departamento de Corrèze. Estende-se por uma área de 24,79 km². Em 2010 a comuna tinha 1 215 habitantes (densidade: 49 hab./km²).